# Sceloporus olivaceus
Sceloporus olivaceus (техаська колюча ігуана) — вид ігуаноподібних ящірок родини фриносомових (Phrynosomatidae). Мешкає в Сполучених Штатах Америки і Мексиці.

## Опис

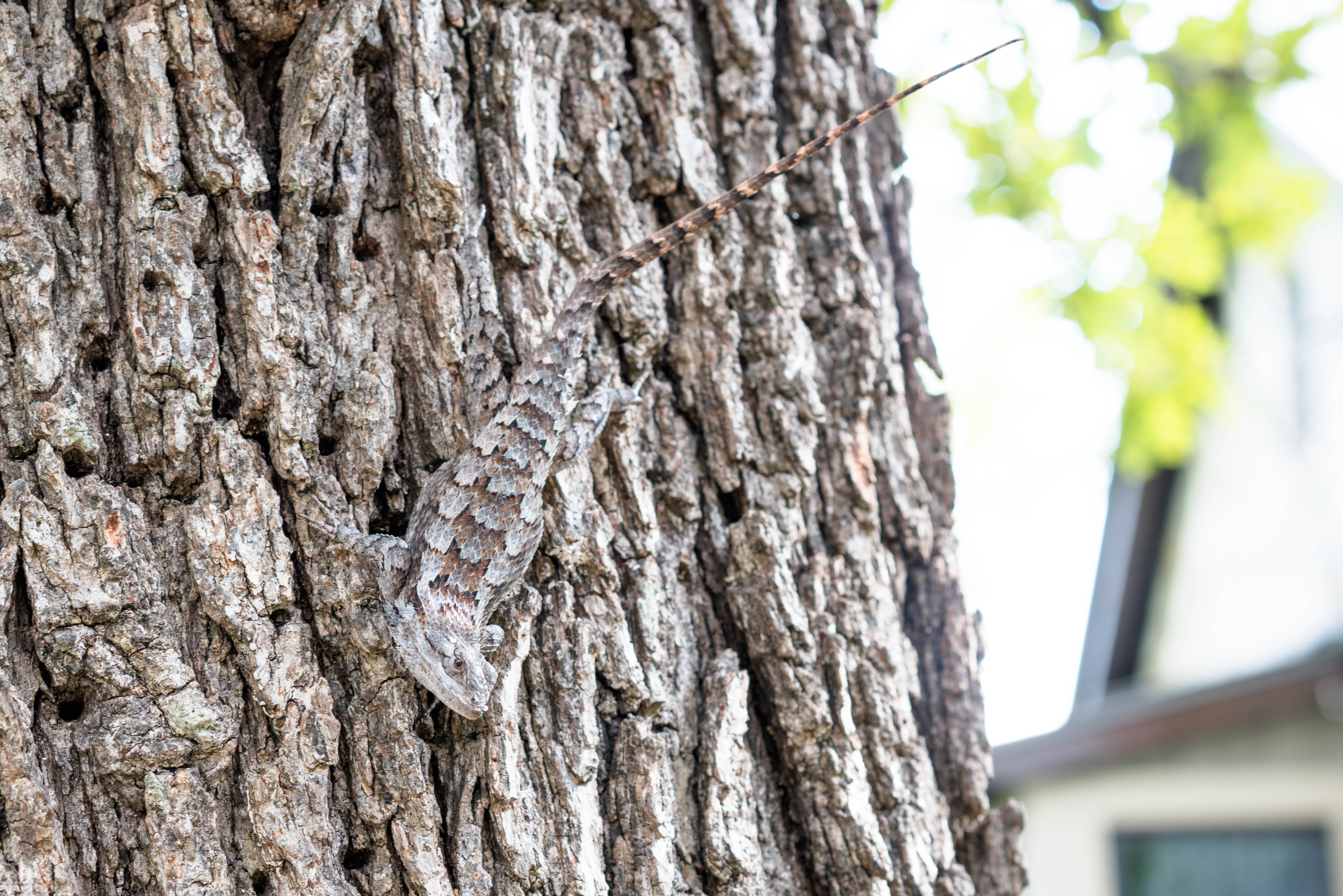
Техаська колюча ігуана

Довжина техаських колючих ігуан (враховуючи хвіст) становить 19-28 см. Вони мають переважно сіре забарвлення, на спині у них є чорні, білі або червонувато-коричневі плями, які допомагають ящіркам маскуватися на фоні кори дерев і візерунок яких різниться в залежності від місцевості. Нижня частина тіла у техаських колючих ігуан переважно світло-сіра, у самців цого виду на животі з боків є сині плями. Луски кілеподібні, що надає ящірці колючого вигляду. Довгі пальці і гострі пазурі є пристосованими до лазання по деревах.

## Поширення і екологія
Техаські колючі ігуани мешкають в Техасі та на півдні Оклахоми, а також на північному сході Мексики, в штатах Коауїла, Нуево-Леон, Тамауліпас і Сан-Луїс-Потосі. Вони живуть в субтропічних і тропічних лісах і чагарникових заростях. Ведуть деревний спосіб життя, трапляються на мескітових і дубових деревах. Живляться комахами, відкладають яйця.